# Erdbach (Creglingen)
Erdbach ist ein Weiler auf der Gemarkung des Creglinger Stadtteils Freudenbach im Main-Tauber-Kreis im fränkisch geprägten Nordosten Baden-Württembergs.

## Lage
Die Kleinsiedlung liegt auf der Gemarkung des Creglinger Stadtteils Freudenbach.

## Geschichte
Im Jahre 1206 sowie 1214 wurde die Kleinsiedlung erstmals urkundlich erwähnt als Ertbach. Die in diesen beiden Jahren erwähnten Gernodus und Fridericus de Erdbach entstammen wohl einer ansässigen Adelsfamilie. Mit der Herrschaft Brauneck gelangte der Weiler 1448 an Ansbach.
Am 1. Februar 1972 wurde die Gemeinde Freudenbach, zu der Erdbach gehörte, in die Stadt Creglingen eingegliedert.

## Bevölkerung
Erdbach besteht aus 14 Häusern und hat rund 65 Einwohner.
Kirchlich gehört der Weiler zu Creglingen.

## Wirtschaft und Infrastruktur
An Infrastruktur besteht ein Dorfgemeinschaftshaus.
Seit 2012 ist es das erste Bioenergiedorf im Main-Tauber-Kreis. Die Einwohner haben sich in der "Nahwärmegemeinschaft Erdbach GbR" organisiert und eine Biogasanlage erbaut, die als Nahwärmenetz 11 der 14 Häuser und das DGH heizt.